# 德拜-法尔肯哈根效应
德拜-法尔肯哈根效应（英文：Debye-Falkenhagen effect)，指加在电解液上的电压的频率很高时，可使电解液的电导增加。这种效应于1929年经过水对二恶烷和甲醇及甲苯系统的检验，证明是正确的。

## 歷史
彼得·德拜和汉斯·法尔肯哈根于1929年研究电解液在电场作用下，它们离子运动的情况。他们认为，由于溶液中离子间的相互作用，而产生它们的空间关联，任何离子的转移，都要求近邻离子重新调整它们的相对位置，而这些都是与时间有关的，因而使电导和介电常数和所加电场的频率有关，发现德拜-法尔肯哈根效应。